# Helpe Majeure
L’Helpe Majeure est une rivière belge et française (département du Nord), affluent de la Sambre, donc sous-affluent de la Meuse. Si la quasi-totalité de son cours de 70 kilomètres se situe sur le territoire français, sa source et près du tiers de son bassin versant sont en revanche localisés en Belgique.

## Géographie

### Cours de la rivière
L'Helpe Majeure prend sa source sur le territoire de la commune belge de Momignies, à proximité immédiate de la frontière près d'Ohain, au sud de la forêt de Trelon, sur les premières pentes de l'Ardenne, à une altitude de 248 mètres. La rivière coule d'abord selon une direction sud-nord dans une vallée marécageuse qui ne s'encaisse guère avant d'atteindre Eppe-Sauvage. À partir de cette commune, le cours d'eau s'oriente vers l'ouest, coulant parallèlement à l'Helpe Mineure quelques kilomètres au nord de cette dernière, et s'encaisse dans les schistes primaires donnant un paysage verdoyant appelé Petite Suisse. Cette dernière correspond à la partie septentrionale de la Thiérache caractérisée par son bocage qui prévaut après que l'Helpe Majeure soit sortie du barrage-réservoir d'Eppe-Sauvage. La rivière conflue avec la Sambre à Noyelles-sur-Sambre après avoir parcouru 69,1 kilomètres avec une pente moyenne est de 1,3 ‰ (atteignant 3 ‰ dans la partie amont de son cours mais se réduisant à 0,5 ‰ près de l'exutoire).

### Province, cantons et communes traversés
Sur le territoire belge et dans le seul département français du Nord, l'Helpe Majeure traverse une commune belge et dix-huit communes ainsi qu'une province belge et cinq cantons français :
- de l'amont vers l'aval : Momignies en Belgique, Ohain, Wallers-en-Fagne, Baives, Moustier-en-Fagne, Eppe-Sauvage, Willies, Liessies, Ramousies, Sémeries, Flaumont-Waudrechies, Avesnelles, Bas-Lieu, Avesnes-sur-Helpe, Saint-Hilaire-sur-Helpe, Dompierre-sur-Helpe, Marbaix, Taisnières-en-Thiérache, Noyelles-sur-Sambre en France.

Soit en termes de province et cantons, l'Helpe Majeure prend sa source dans la province de Hainaut, traverse les canton de Trélon, canton de Solre-le-Château, canton d'Avesnes-sur-Helpe-Nord, canton d'Avesnes-sur-Helpe-Sud et conflue dans le canton de Berlaimont.

### Hydrographie

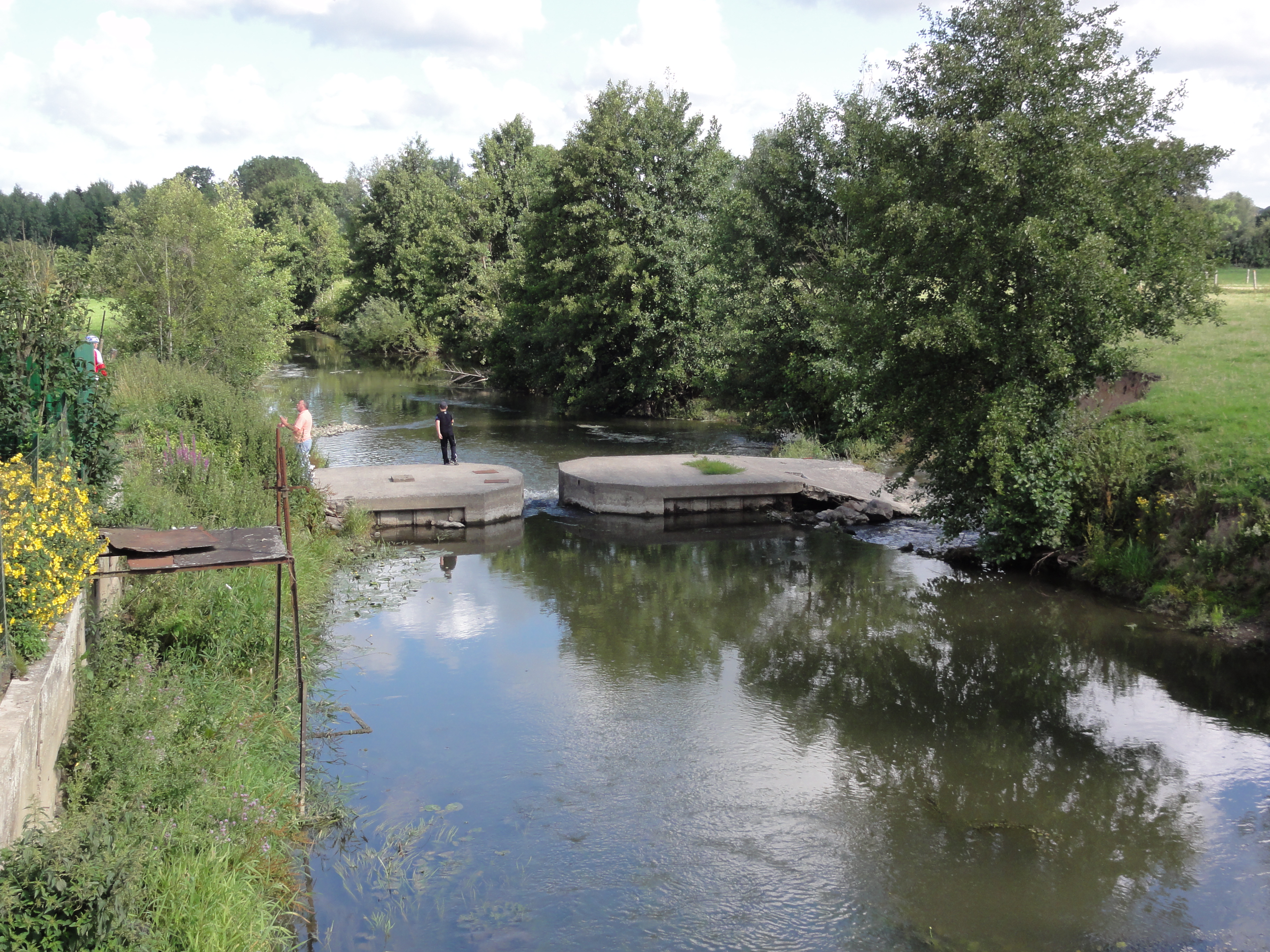
L'Helpe Majeure, peu avant sa confluence avec la Sambre, à Taisnières-en-Thiérache.

Le bassin versant de l'Helpe Majeure présente une superficie modeste de 329 km² (229 km² en France, 100 km² en Belgique). Il est caractérisé par un important couvert forestier dans sa partie amont et un paysage bocager humanisé vers l'aval. L'ensemble du bassin est affecté par un climat océanique caractérisées par des précipitations annuelles assez abondantes (liées à la présence d'une barrière topographique de 250 mètres) : de 800 mm à la confluence à plus 950 mm dans la partie amont. La géologie des lieux favorise le ruissellement car le substrat est peu perméable, l'aquifère calcaire modeste ne contribue que fort peu à l'alimentation des cours d'eau.
La rivière reçoit de multiples affluents mais de faible importance, les principaux sont :
- L'Eau d'Eppe, ou ruisseau de Montbliart (rd) (11 km),
- le ruisseau de la Belleuse (rd), (9 km),
- Le Voyon (rg), (9 km),
- le Rieu Trouble (rg), (5 km) et
- le Rieu de Baquy (rg), (2 km).

## Hydrologie

### L'Helpe Majeure à Taisnières-en-Thiérache
L'Helpe Majeure apparait comme une rivière assez abondante. Son débit a été observé sur une période de 46 ans (1962-2007), à la station hydrologique de Taisnières-en-Thiérache, localité du département du Nord située à peu de distance de son confluent avec la Sambre. À cet endroit du cours, le bassin versant de la rivière présente une superficie de 320 km2 (soit plus de 95 % de sa totalité qui fait environ 329 km2). Le module de la rivière est alors de 3,86 m3/s.
L'Helpe Majeure présente des fluctuations saisonnières de débit bien marquées, comme bien souvent dans le bassin de la Sambre et en Thiérache correspondant à la partie occidentale du massif ardennais, avec des hautes eaux d'hiver portant le débit mensuel moyen à un niveau situé entre 6,04 et 7,23 m3/s, de décembre à mars inclus (avec un maximum en janvier), et des basses eaux d'été, de juin à octobre inclus, avec une baisse du débit moyen mensuel s'abaissant jusqu'à 1,17 m3/s au mois d'août. Mais les fluctuations de débit sont bien plus prononcées sur de plus courtes périodes ou selon les années.

### Étiage ou basses eaux
Aux étiages, le VCN3 peut chuter jusque 0,250 m3, en cas de période quinquennale sèche, soit 250 litres par seconde, ce qui est assez sévère, mais normal comparé aux autres affluents de la Sambre de la région.

### Crues
Les crues peuvent se révéler très importantes comparativement à la taille modeste de la rivière et de son bassin versant. Les QIX 2 et QIX 5 valent respectivement 31 et 44 m3/s. Le QIX 10 est de 53 m3/s, le QIX 20 de 61 m3, tandis que le QIX 50 se monte à 72 m3/s.
Le débit instantané maximal enregistré à Taisnières-en-Thiérache, durant cette période de 53 ans, s'est élevé à 85,5 m3/s le 1er juillet 1980, tandis que la valeur journalière maximale a atteint 66 m3/s le 16 janvier 1968. En comparant la première de ces valeurs avec l'échelle des QIX de la rivière, il apparaît que cette crue était d'ordre plus que cinquantennal, sans doute centennale, et dans tous les cas exceptionnelle. La hauteur maximale instantanée a été de 302 cm ou 3,02 m le 21 décembre 1993.
Les crues les plus importantes de l'Helpe majeure ont eu lieu en juillet 1980, décembre 1993, novembre 2010 et janvier 2011. Pour aider les aménageurs et habitants à se prémunir contre les effets des crues épisodiques, cette rivière a donné lieu à la publication d'un atlas des zones inondables téléchargeable et d'une carte interactive.

### Lame d'eau et débit spécifique
L'Helpe Majeure est une rivière abondante, fort bien alimentée par les précipitations relativement fortes dans son aire. La lame d'eau écoulée dans son bassin versant est de 382 millimètres annuellement, ce qui est nettement supérieur à la moyenne d'ensemble de la France tous bassins confondus. Le débit spécifique (ou Qsp) de la rivière atteint 12,1 litres par seconde et par kilomètre carré de bassin.

## Aménagements

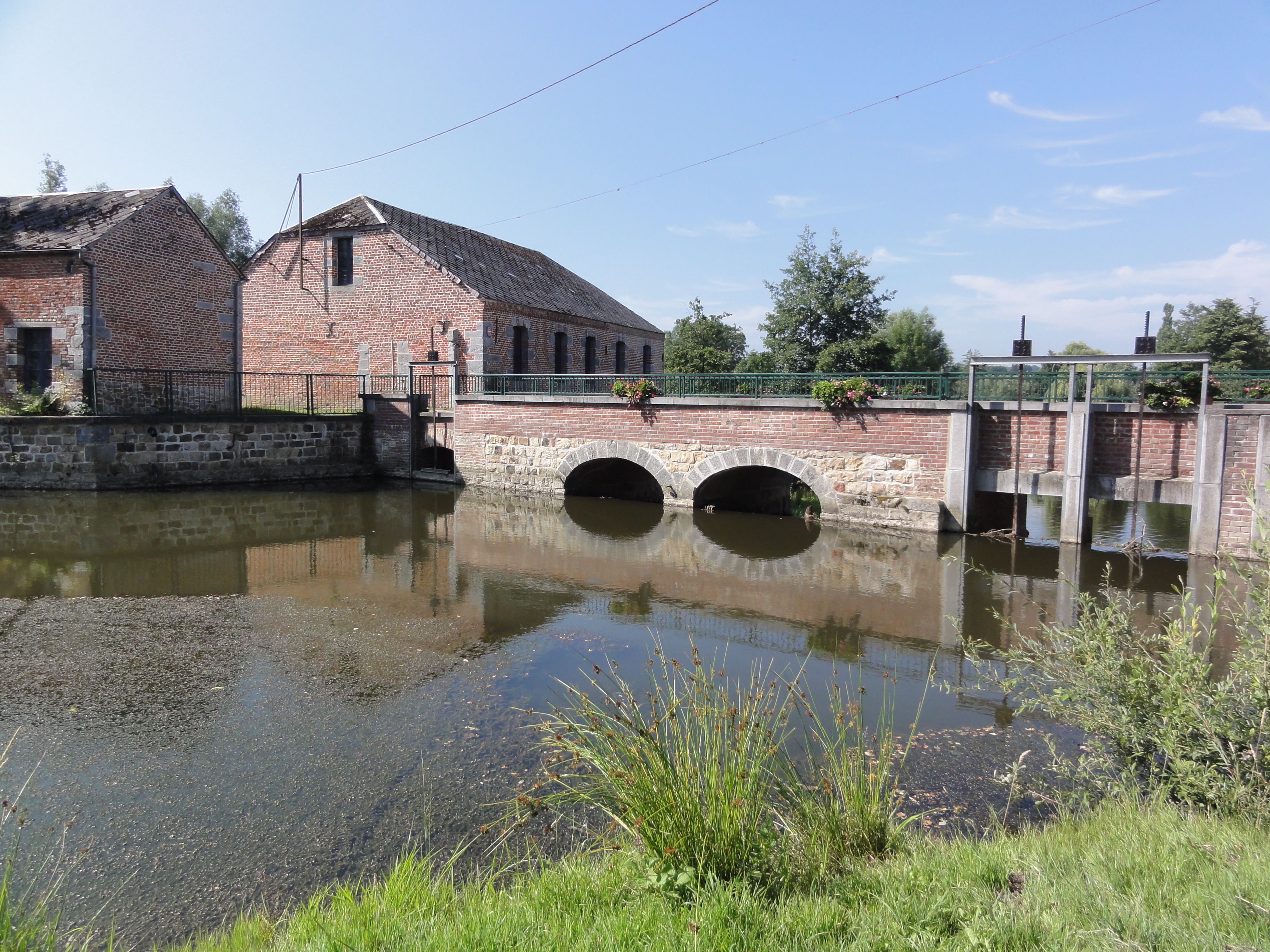
Le pont et le moulin à Liessies.

L’Helpe Majeure est un cours d'eau très artificialisé en raison de la présence d'un barrage dont la retenue de 1,56 km2, le lac du Val-Joly, écrête les crues et régularise les débits de la rivière durant la période estivale. Une quantité importante de sédiments s'est accumulée dans le lac mais ce dernier reste néanmoins, dans un contexte écologiquement très riche, un élément important de la Trame verte et bleue régionale, qui décline localement le réseau écologique paneuropéen.

## Activités
L'agriculture est la principale activité de la vallée, en particulier l'élevage laitier, mais dans un souci de diversification, des cultures céréalières ont fait leur apparition ces dernières années. La seule commune d'importance, 
Avesnes-sur-Helpe avec ses 5 000 habitants, concentre les services administratifs : sous-préfecture, trésor public, les activités d'enseignement avec deux collèges, un lycée et les rares industries de la vallée avec la Société Industrielle des Plastiques d'Avesnes ou la Coopérative Agricole de Céréales et Approvisionnements